# Yagoua
Yagoua é uma cidade dos Camarões localizada na província de Extremo Norte. Yagoua é a capital do departamento de Mayo-Danay.